# Comitetul Unității și Progresului
Comitetul Unității și Progresului (CUP) (în limba turcă: İttihat ve Terakki Cemiyeti) a fost o organizație care a început ca o societate secretă – „Comitetul Unității Otomane” - (İttihad-ı Osmanî Cemiyeti) – înființată în 1889 de către studenții mediciniști İbrahim Temo, Abdullah Cevdet, İshak Sükuti și Ali Hüseyinzade. Bahaeddin Sakir l-a transformat într-un partid politic, aliind mișcarea cu cea a Junilor Turci în 1906, în perioada disoluției Imperiului Otoman. 
La sfârșitul Primului Război Mondial, cei mai mulți membri ai CUP au fost judecați în cadrul curților marțiale ale sultanului Mehmed al VI-lea și întemnițați. 
O serie de membri ai CUP au fost executați pentru acuzația de tentativă de asasinare a lui Atatürk în 1926. Supraviețuitorii mișcării și-au continuat carierele politice în Turcia în principal în cadrul Partidului Republican Popular (Cumhuriyet Halk Partisi).

## Perioada revoluționară: 1906–1908
Comitetul Unității și Progresului a fost o denumire atotcuprinzătoare pentru diferitele facțiuni clandestine, unele dintre ele fiind numite „Junii Turci”. Numele a fost oficial atribuit unui anumit grup de către Bahaeddin Sakir în 1906. Organizația își luase ca model pe revoluționarii italieni Carbonari. CUP a constituit o rețea națională extinsă, cu organizații locale în orașe, inclusiv în capitală, și în Europa. Membrii săi de diferite etnii – turci, albanezi, bulgari, arabi, sârbi, evrei, greci, kurzi, armeni, turcmeni – erau uniți de obiectivul comun al schimbării regiumului autocratic al sultanului. După victoria Revoluției Junilor Turci, mișcarea s-a fragmentat, dată fiind lipsa unui obiectiv comun. 
Revoluția Junilor Turci a jucat un rol important în transformarea Comitetului Unității și Progresului dintr-o organizație revoluționară în partid politic.

### Influențe
Revoluția și realizările CUP au avut un impact important asupra musulmanilor din alte regiuni. Iranienii din Constantinopol au fondant Comitetul Iranian al Unității și Progresului. Indienii musulmani au copiat jurământul CUP pe care îl depuneau tinerii recruți în organizație. Liderii mișcării „Junilor Buharieni” au luat drept model CUP și Revoluția Junilor Turci. 
Revoluțiile din China (1911) și Rusia (1917) au schimbat importanță Revoluției Junilor Turci în ochii revoluționarilor.

## A doua perioadă contituțională 1908–1912
Primele alegeri pentru Parlamentul Otoman după victoria revoluției i-au adus CUP doar 60 dintre cele 275 de mandate de deputat, în ciuda rolului său conducător în revoluției. Alte partide care au căpătat reprezentare parlamentară au inclus Federația Revoluționară Armeană și Partidul Social Democrat Hunchakian (naționaliștii armeni) și principalul partid de opoziție, Uniunea Liberală. 
Ca urmare a promovării „Legii Asociațiilor”, menită să împiedice proliferarea organizațiilor și cluburilor create pe baze etnice, în momentul organizării noilor alegeri generale din 1912, micile partide etnice au fost absorbite de Uniunea Liberală. În urma alegerilor din 1912, 67%  dintre mandatele parlamentului (180 de mandate) au fost ocupate de CUP. Prima sesiune a noului parlament a fost una foarte scurtă ca urmare a izbucnirii Primului Război Balcanic. Guvernul a încercat să facă față rigorilor războiului și a emis un decret pentru recrutarea cetățenilor nemusulmani în armata imperială. Această măsură s-a dovedit tardivă. În urma conflictului, otomanii au pierdut controlul asupra Albaniei, Macedoniei și Traciei vestice. 
Pe 5 august 1912, guvernul a hotărât să suspende activitatea parlamentului. Chiar mai înanite de aceasta, parlamentarii au votat „Legea prevenirii banditismului și rebeliunii”, care era gândită să prevină mișcările secesioniste. Noile create miliții au fost însărcinate cu punerea în practică a măsurilor antibanditism. Mai târziu a fost creată pentru același scop o nouă organizație:  Teșkilat-i Mahsusa.

## Lovitura de stat și urmările acesteia, 1913–1918
În ciuda alegerilor parlamentare, personalități din perioada prerevoluționară, așa-numiții „Vechii Turci” dominau încă guvernul otoman, Sublima Poartă. Marele Vizir Mehmed Kamil Pașa și ministrul său de război, Nazim Pașa, au devenit  țintele CUP, care a răsturnat guvernul prin lovitura de stat din 23 ianuarie 1913. 
Noul guvern nu putea fi considerat constituțional. În 1913, Nazim și succesorul lui, Mahmud Sevket Pașa, au fost asasinați. În anul următor, CUP a devenit singurul partid legal din imperiu prin emiterea unei noi legi. Toți oficialii locali și provinciali deveneau responsabili în fața „Secretarilor Responsabili” aleși de partid. 
CUP nu s-a preocupat la început de epurarea minorităților religioase din viața politică. 23 de creștini au intrat în rândurile CUP și au fost aleși în Parlament în alegerile generale. Această toleranță, ca și ideologia panturcică, care punea accent pe destiniul conducător ale musulmanilor din Asia Centrală, odată ce Imperiul Rus ar fi fost alungat de regiune. Trebuie amintit că doi lideri din acele vremuri, Enver Pașa  și Ahmed Djemal, aveau să moară în luptele dintre musulmanii anticomuniști și autoritățile bolșevice după victoria Revoluției Ruse și înfrângerea otomanilor în Primul Război Mondial. 
CUP a avut o poziție particulară față de armeni, în care nu avea încredere și împotriva cărora a luat măsuri represive. 
Prima ofensivă importantă a turcilor din timpul Primului Război Mondial a fost o încercare eșuată de alungare a rușilor din regiunea Armeniei istorice pe care Moscova o ocupase la sfârșitul războiului din 1877-1878. După această înfrângere, liderii CUP au dat vina pentru eșec pe populația armenească și au declanșat genocidul care avea să ducă la pieirea a 1 – 1,5 milioane de armeni în perioada 1915 – 1916. În timpul proceselor intentate membrilor triumviratului care conduse de facto imperiul în timpul războiului (Enver Pașa, Djemal Pașa și Talaat Pașa) acuzarea a adus dovezi că armenii au fost masacrați în conformitate cu ordinul celor trei, de către Teșkilat-i Mahsusa sub conducerea lui Bahaettin Șakir. 

## Dizolvarea
Comitetul Unității și Progresului a fost desființat prin punerea sub acuzarea a membrilor săi de către tribunalele militare. 
După ce Puterile Centrale s-au dezintegrat în octombrie 1918, guvernul otoman a demisionat. Noul mare vizir Ahmed Izzet Pașa  a negociat la sfârșitul lunii Armistițiul de la Mudros. În aceste condiții, liderii de frunte ai CUP au fugit din țară în zilele imediat următoare. 
Forțele britanice au ocupat o serie de puncte de importanță strategică din Imperiul Otoman, iar Înaltul Comisar Somerset Calthorpe a cerut noilor autorități de la Constantinopol ca responsabilii politici și militari ai vechiului guvern care nu apucaseră să fugă din țară sa fie puși sub acuzație. Această cerință a fost introdusă și în prevederile tratatului de la Sèvres, care avea să pună capăt în mod oficial luptelor dintre Aliați și Imperiul Otoman. Britanicii au pus sub acuzare 60 de otomani, pe care i-au considerat responsabili pentru atrocitățile din Malta, unde de altfel au fost programate să aibă loc ședințele de judecată. Guvernul otoman a arestat peste 100 de responsabili militari și politici până în aprilie 1919 și a declanșat o serie de procese împotriva lor. Prima condamnare a fost a guvernatorului Mehmed Kemal, care a fost executat prin spânzurare pe 10 aprilie. 
Orice încercare a guvernului turc de restabilire a adevărului, reconcilierii și democratizării a fost destinată eșecului în momentul în care Grecia, care se păstrase neutră pentru cea mai mare parte a conflictului mondial, a fost invitată de principalele puteri învingătoare – Franța, Regatul Unit și SUA – să ocupe o regiune din Anatolia de vest în mai 1919. Liderul naționalist turc Mustafa Kemal (care avuse relații apropiate cu liderii CUP, vezi și Incidentul de pe 31 martie) s-a erijat în liderul rezistenei poporului turc împotriva hotăririlor arbitrare a puterilor învingătoare. Deși încă doi dintre oficialii responsabili pentru genocid au mai fost executați, restul au fost condamnați la închisoare, dar au fost cu toții eliberați înainte de termen. Prizonierii otomani deținuți în Malta au fost în cele din urmă schimbați pentru aproximativ 30 de prizonieri britanici aflați în mâna forțelor naționaliste turce, iar planurile pentru organizarea unor procese internaționale au fost date uitării. 

## Urmări
După desființarea oficială a CUP, membrii săi au migrat în timpul guvernării lui Kemal către două partide de opoziție –  Partidul Progresist Republican și  Partidul Liberal Republican. Deși la început niciunul dintre aceste două partide nu a fost fondat de persoane acuzate de genocid, controlul forurilor conducătoare a fost preluat (sau doar influențat) după o vreme de persoane care doreau să restaureze califatul. Ca urmare, ambele partide au fost scoase la un moment în afara legii. Kazim Karabekir, fondatorul PPR, a fost reablitat după moartea lui Kemal și la un moment dat a ajuns speaker al Marii Adunări Naționale (Parlamentul).
Karabekir este responsabil pentru cristalizarea poziției actuală a Turciei față de Genocidul Armean. Istoricul Taner Akçam a identificat patru definiții ale Turciei care au fost generate de la Mustafa Kemal până în zilele noastre. Cea de-a doua, după cum afirmă istoricul, este „Turcia este o societate fără minorități etnice sau culturale” . În timp  ce reconstrucția Europei Răsăritene era dominată de principiile Wilsoniane ale autodeterminare națională, Turcia a devenit mult omogenă din punct de vedere etnic decât vecinii ei datorită schimburilor de populație cu aceștia din urmă.(Vedeți și: Schimburile de populație dintre Grecia și Turcia). 
Mustafa Kemal Atatürk a fost foarte interesat de marginalizarea islamiștilor activi din punct de vedere politic. O asemenea abordare, care a devenit tradițională, a permis o normalizare a relațiilor cu Europa Occidentală, dar există încă rețineri în ceea ce privește admiterea țării în Uniunea Europeană. 

## Teoriile conspirației antisemite
Între  1910 and 1916, o serie de teorii antisemitice ale  conspirației iudeo masonice au vizat partidul, fiind alimentate în guvernul britanic prin intermediul corespondenței diplomatice dintre ambasadorul britanic la Constantinopol Gerard Lowther și șeful contraspionajului britanic în Egipt, Gilbert Clayton.